# 1638 год в науке
В 1638 году произошли различные научные и технологические события, некоторые из которых представлены ниже.

## События
- 21 декабря – Впервые с начала новой эры в день зимнего солнцестояния произошло полное лунное затмение.

## Публикации
- В протестантском Лейдене вышла в свет последняя книга Галилео Галилея — «Беседы и математические доказательства двух новых наук» (Discorsi e dimostrazioni matematiche, intorno à due nuove scienze). В ней Галилей заложил основы новой, неаристотелевской механики; в частности, сформулированы принцип относительности Галилея, закон инерции и квадратичный закон падения тел.  Этот труд стал настольной книгой Гюйгенса и Ньютона, завершивших начатое Галилеем построение оснований механики[1].

## Родились
См. также: Категория:Родившиеся в 1638 году
- 8 июня — Пьер Маньоль, французский ботаник, в честь которого названа магнолия; ввёл в науку понятие биологического семейства (умер в 1715 году).
- 22 июля — Томас Теодор Керкринг, голландский врач (умер в 1693 году).
- (Ноябрь) — Джеймс Грегори, шотландский математик и астроном, один из основоположников математического анализа, предшественник Ньютона, который считал Грегори своим учителем (умер в 1675 году).

## Скончались
См. также: Категория:Умершие в 1638 году
- 26 февраля — Клод Гаспар Баше де Мезириак, впервые опубликовавший соотношение Безу (род. в 1581 году).
- 15 апреля (возможно, 16 апреля) — Джон Традескант (род. около 1570 года). Первый учёный, исследовавший русскую фауну и флору[2].
- 21 октября — Виллем Блау, голландский картограф и книгоиздатель (род. в 1571 году).